# سفر رؤيا صموئيل القلموني
سفر رؤيا صموئيل القلموني هو نص قبطي منسوب إلى القديس القبطي صموئيل المعترف [الإنجليزية]، المعروف أيضًا باسم صموئيل القلموني، الذي عاش في القرن السابع. ويحتوي الكتاب على أقوى التنديد بالتحول اللغوي في العصور الوسطى في مصر، حيث كان استخدام اللغة القبطية في البلاد يتراجع ببطء ويبدأ السكان بالتحدث باللغة العربية؛ ربما تُرجم الكتاب لاحقًا أيضًا للعربية. ويُسجل الكتاب أن المسيحيين بدؤوا باستخدام العربية في مصر بشكل متزايد في الثقافة والعادات، وامتزجوا بمحيطهم بشدة في الشام والحجاز والعراق. إن استخدام اللغة العربية في مصر السفلى سبق مصر الوسطى والصعيد، كما اقترح ابن حوقل في أواخر القرن العاشر.
اُنتج النص في دير القديس صموئيل المعترف. ويزعم أنها نسخة منقولة من الراهب أبولو لكلمات مؤسس الدير، صموئيل المعترف [الإنجليزية]. رغم أن تاريخ النص يعود إلى القرن الثامن، إلا أن التاريخ الفعلي للنص يعتمد على تفسير قائمة الملوك العرب "المتنبأ بهم" التي يحتويها. ويبدو أن هذه النصوص تشير إلى الخلفاء الفاطميين، وبالتالي قد يعود تاريخ العمل إلى الفترة ما بين القرن العاشر والقرن الثاني عشر.
العمل عبارة عن نبوءة لصموئيل المعترف [الإنجليزية] عن كيفية تخلي المصريين عن لغتهم القبطية الأصلية وتبني لغة أخرى هي اللغة العربية . ينتقد النص بشكل مطول تبني الكنيسة القبطية للغة العربية، ليس فقط من أجل إدخال المصطلحات اللاهوتية الإسلامية في اللاهوت المسيحي، ولكن أيضًا من أجل تمكين أشكال أخرى من الاستيعاب. ومن أمثلة هذا الاستيعاب الاختيار المتزايد للأسماء العربية من المسيحيين، مما أدى إلى التخلي عن أسماء القديسين [الإنجليزية] والحماية والبركة التي كان يُعتقد أن القديسين يوفرونها. كما كان يُنظر إلى تبني اللغة العربية على أنه يشجع الأقباط على تقليد العادات الإسلامية والتخلي عن ممارساتهم التقليدية، مثل زواج المسيحيين من المسلمين، وتبني عادات الأكل والشرب للمسلمين، وإهمال فترات الصيام المسيحية.
وفيما يلي مقتطف من النص الذي ترجمه زيادة:
يا للويل! ماذا أقول يا أبنائي عن تلك الأزمنة وعن الكسل الكبير الذي سيصيب المسيحيين؟ حينها يبتعدون عن الاستقامة ويبدؤون في التشبّه بالهاجريين [يقصد أن العرب من إسماعيل] في أفعالهم: إنكم تسمون أبنائكم بأسمائهم، متجاهلين أسماء الملائكة والأنبياء والرسل والشهداء. وتيفعلون أيضًا شيئًا آخر، لو أخبرتكم به لأوجع قلوبكم كثيرًا: ستتخلون عن اللغة القبطية التي نطق بها روح القدس مرارًا على لسان آبائنا الروحيين؛ وستعلمون أبناءكم منذ الصغر لغة البدو، وتفتخرون بها. حتى الكهنة والرهبان - هم أيضًا! - سيجرؤون على التحدث بالعربية ويفتخرون بها، الويل إن كان ذلك داخل الحرم.
يا للويل! يا أبنائي الأعزاء! ماذا أقول؟ في ذلك الوقت، لن يفهم قراء الكنيسة ما يقرؤونه ولا ما يقولونه، لأنهم سينسون لغتهم، وسيكونون بائسين حقًا، ويستحقون البكاء عليهم، لأنهم سينسون لغتهم، وسيتحدثون لغة الهاجريين. ولكن الويل لكل مسيحي يُعلّم ابنه لغة الهاجريين منذ صغره، فينسيه لغة آبائه! [...] ستُهمل كتب كثيرة في الكنيسة، لأنه لن يكون بينهم من يعتني بها، إذ تجذبهم الكتب العربية. سينسون شهداء كثيرين في ذلك الوقت، لأن سيرهم ستُهمل ولن يبقى منها شيء. إذا قُرئت السير القليلة التي ستُعثر عليها، فلن يفهم كثير من الناس ما يُقرأ لأنهم لن يعرفوا اللغة. وستنهار كنائس كثيرة في ذلك الوقت، وستُهجر في عشيات الأعياد، بل عشية الأحد أيضًا.

## طالع أيضًا
- صموئيل المعترف [الإنجليزية]
- دير القديس صموئيل المعترف
- اللغة القبطية
- الهوية القبطية
- التعريب

## روابط خارجية
- مقدمة في الترجمة
- ترجمة العمل كاملا
- مقتطف من العمل على الانترنت